# Henri Gilardoni
Pour les articles homonymes, voir Gilardoni.
Henri Gilardoni est un skipper et céramiste français né le 28 janvier 1876 à Paris et mort le 21 mai 1937 à Pargny-sur-Saulx.

## Carrière
Henri Gilardoni participe aux courses de classe 3-10 tonneaux de voile aux Jeux olympiques d'été de 1900, à bord du Femur, remportant la médaille d'or.
Docteur en sciences, Henri Gilardoni est l'un des plus importants céramistes français de l'entre-deux-guerres et est à l'origine de plusieurs brevets, dont le procédé à double emboitement à joint couvert.
Gilardoni occupait les fonctions de président et administrateur-délégué de la Société anonyme des Tuileries Gilardino Frères lors de son décès le 21 mai 1937.